# 吕斯特罗夫
吕斯特罗夫（法語：Rustroff，法語發音：[ʁystʁɔf]；洛林法兰克语：Réischtroff）是法国摩泽尔省的一个市镇，属于蒂永维尔区。

## 地理
吕斯特罗夫（49°26'36"N, 6°22'20"E）面积3.23 平方千米，位于法国大東部大區摩泽尔省，该省份为法国东北部内陆省份，是洛林的一部分，西南接默尔特-摩泽尔省，东临下莱茵省，北与卢森堡和德国接壤。
与吕斯特罗夫接壤的市镇（或旧市镇、城区）包括：阿帕克、基尔什莱锡尔克、蒙特纳克、锡尔克莱班。

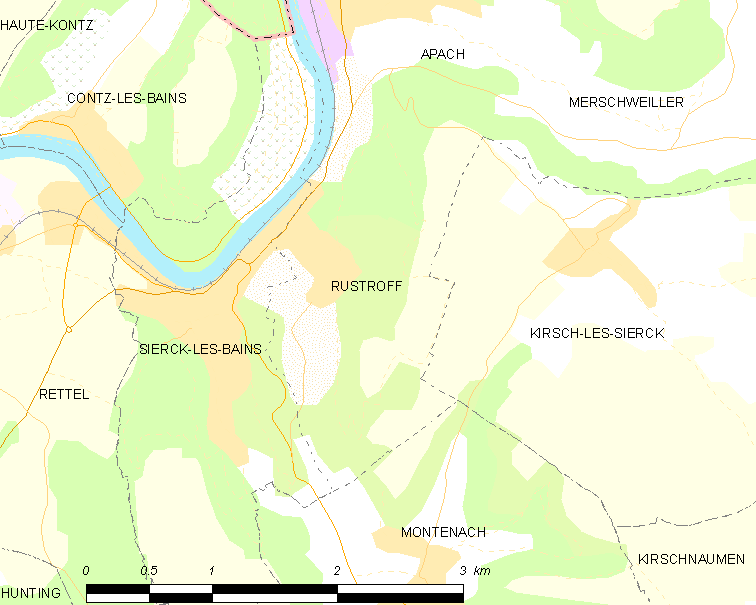
吕斯特罗夫的OSM定位图

吕斯特罗夫的时区为UTC+01:00、UTC+02:00（夏令时）。

## 行政
吕斯特罗夫的邮政编码为57480，INSEE市镇编码为57604。

## 政治
吕斯特罗夫所属的省级选区为布宗维尔县。

## 人口

1962-2008年间吕斯特罗夫人口变化图示

吕斯特罗夫于2022年1月1日时的人口数量为651人。